# 2007–2008-as magyar férfi kézilabda-bajnokság (első osztály)
A 2007–2008-as magyar férfi kézilabda-bajnokság az ötvenhetedik kézilabda-bajnokság volt. Tizenhat csapat indult el, a csapatok két csoportban két kört játszottak. Az alapszakasz után a csoportok 1-4. és 5-8. helyezettjei újabb két csoportban egymás közt még két kört játszottak (a felsőháziak a saját csoportbeli csapatok elleni eredményeiket megtartották), majd a felsőházi csapatok play-off rendszerben játszottak a végső helyezésekért.

## Alapszakasz

### A csoport
| #  | Csapat                         | M  | Gy | D | V  | G+  | G-  | P  |
| -- | ------------------------------ | -- | -- | - | -- | --- | --- | -- |
| 1. | Pick Szeged                    | 14 | 13 | 0 | 1  | 490 | 311 | 26 |
| 2. | Debreceni KSE-Airport Debrecen | 14 | 10 | 1 | 3  | 403 | 355 | 21 |
| 3. | Százhalombattai KE             | 14 | 9  | 1 | 4  | 392 | 351 | 19 |
| 4. | PLER KC                        | 14 | 8  | 1 | 5  | 405 | 368 | 17 |
| 5. | Tatabánya-Carbonex KC          | 14 | 7  | 1 | 6  | 384 | 386 | 15 |
| 6. | Mezőkövesdi KC                 | 14 | 4  | 0 | 10 | 349 | 411 | 8  |
| 7. | Hort SE                        | 14 | 2  | 0 | 12 | 322 | 438 | 4  |
| 8. | Nyíregyházi KSE                | 14 | 1  | 0 | 13 | 297 | 422 | 2  |

### B csoport
| #  | Csapat                | M  | Gy | D | V  | G+  | G-  | P  |
| -- | --------------------- | -- | -- | - | -- | --- | --- | -- |
| 1. | MKB Veszprém KC       | 14 | 14 | 0 | 0  | 526 | 312 | 28 |
| 2. | Dunaferr SE           | 14 | 12 | 0 | 2  | 421 | 325 | 24 |
| 3. | Komlói Bányász        | 14 | 5  | 4 | 5  | 347 | 376 | 14 |
| 4. | Erste-Békési FKC      | 14 | 6  | 1 | 7  | 415 | 442 | 13 |
| 5. | Gyöngyösi Főiskola KK | 14 | 4  | 5 | 5  | 343 | 372 | 13 |
| 6. | Balatonfüredi KC      | 14 | 4  | 3 | 7  | 346 | 380 | 11 |
| 7. | Győrhő ETO FKC        | 14 | 3  | 3 | 8  | 378 | 420 | 9  |
| 8. | Tatai HAC             | 14 | 0  | 0 | 14 | 321 | 470 | 0  |

* M: Mérkőzés Gy: Győzelem D: Döntetlen V: Vereség G+: Dobott gól G-: Kapott gól P: Pont

## Rájátszás

### Felsőház
| #  | Csapat                         | M  | Gy | D | V  | G+  | G-  | P  |
| -- | ------------------------------ | -- | -- | - | -- | --- | --- | -- |
| 1. | MKB Veszprém KC                | 14 | 13 | 1 | 0  | 486 | 346 | 27 |
| 2. | Pick Szeged                    | 14 | 10 | 2 | 2  | 429 | 344 | 22 |
| 3. | Dunaferr SE                    | 14 | 8  | 1 | 5  | 393 | 352 | 17 |
| 4. | PLER KC                        | 14 | 7  | 1 | 6  | 374 | 396 | 15 |
| 5. | Debreceni KSE-Airport Debrecen | 14 | 7  | 0 | 7  | 385 | 396 | 14 |
| 6. | Százhalombattai KE             | 14 | 4  | 1 | 9  | 346 | 409 | 9  |
| 7. | Erste-Békési FKC               | 14 | 3  | 1 | 10 | 388 | 452 | 7  |
| 8. | Komlói Bányász                 | 14 | 0  | 1 | 13 | 328 | 434 | 1  |

### Alsóház
| #   | Csapat                | M  | Gy | D | V  | G+  | G-  | P  | BP |
| --- | --------------------- | -- | -- | - | -- | --- | --- | -- | -- |
| 9.  | Tatabánya-Carbonex KC | 14 | 11 | 2 | 1  | 488 | 394 | 28 | 4  |
| 10. | Balatonfüredi KC      | 14 | 12 | 1 | 1  | 469 | 377 | 28 | 3  |
| 11. | Gyöngyösi Főiskola KK | 14 | 10 | 2 | 2  | 452 | 403 | 26 | 4  |
| 12. | Győrhő ETO FKC        | 14 | 7  | 1 | 6  | 425 | 419 | 17 | 2  |
| 13. | Mezőkövesdi KC        | 14 | 6  | 1 | 7  | 398 | 401 | 16 | 3  |
| 14. | Tatai HAC             | 14 | 2  | 1 | 11 | 358 | 408 | 6  | 1  |
| 15. | Hort SE               | 14 | 1  | 2 | 11 | 346 | 430 | 6  | 2  |
| 16. | Nyíregyházi KSE       | 14 | 2  | 0 | 12 | 353 | 457 | 5  | 1  |

* M: Mérkőzés Gy: Győzelem D: Döntetlen V: Vereség G+: Dobott gól G-: Kapott gól P: Pont BP: Bónusz pont

### 1–4. helyért
Elődöntő: MKB Veszprém KC–PLER KC 37–28, 37–26, 37–23 és Pick Szeged–Dunaferr SE 25–20, 27–29, 27–23, 28–25
Döntő: MKB Veszprém KC–Pick Szeged 32–24, 30–35, 33–26, 30–30 (b:2–3), 34–24
3. helyért: Dunaferr SE–PLER KC 35–27, 33–25, 37–22

### 5–8. helyért
5–8. helyért: Debreceni KSE-Airport Debrecen–Komlói Bányász 35–36, 26–27 és Százhalombattai KE–Erste-Békési FKC 35–22, 29–31, 23–23 (b:3–5)
5. helyért: Erste-Békési FKC–Komlói Bányász 33–28, 28–26
7. helyért: Debreceni KSE-Airport Debrecen–Százhalombattai KE 29–22, 21–18
* b: büntetőkkel